# Бахожа (Куявсько-Поморське воєводство)
Бахожа (пол. Bachorza) — село в Польщі, у гміні Закшево Александровського повіту Куявсько-Поморського воєводства.
Населення — 99 осіб (2011).
У 1975-1998 роках село належало до Влоцлавського воєводства.

## Демографія
Демографічна структура станом на 31 березня 2011 року:
|          | Загалом | Допрацездатний вік | Працездатний вік | Постпрацездатний вік |
| -------- | ------- | ------------------ | ---------------- | -------------------- |
| Чоловіки | 53      | 12                 | 37               | 4                    |
| Жінки    | 46      | 5                  | 28               | 13                   |
| Разом    | 99      | 17                 | 65               | 17                   |